# 699. pehotni polk (Wehrmacht)
Za druge 699. polke glejte 699. polk.
699. pehotni polk (izvirno nemško Infanterie-Regiment 699) je bil eden izmed pehotnih polkov v sestavi redne nemške kopenske vojske med drugo svetovno vojno.

## Zgodovina
Polk je bil ustanovljen 25. novembra 1940 kot polk 14. vala na področju Wittlicha iz delov 208. in 212. pehotnega polka; polk je bil dodeljen 342. pehotni diviziji.
29. junija 1942 je bil razpuščen III. bataljon.
15. oktobra 1942 je bil polk preimenovan v 699. grenadirski polk.